# Šarovy
Šarovy (en allemand : Scharow, de 1939 à 1945 : Scharau) est une commune du district et de la région de Zlín, en République tchèque. Sa population s'élevait à 256 habitants en 2020.

## Géographie
Šarovy se trouve à 10 km au sud-est de Zlín, à 73 km à l'est-sud-est de Brno et à 251 km au sud-est de Prague.
La commune est limitée par Lhota au nord, par Bohuslavice u Zlína au nord-est, par Březolupy à l'est et au sud, et par Komárov à l'ouest.

## Histoire
La première mention écrite de la localité remonte à 1360.

## Transports
Par la route, Šarovy se trouve à 12 km de Zlín, à 88 km de Brno et à 309 km de Prague.